# Aralle-Tabulahan jezik
Aralle-Tabulahan jezik (ISO 639-3: atq), južnocelebeski jezik (nekad dio šire celebeske skupine) malajsko-polinezijskih jezika, kojim govori 12 000 ljudi (1984 SIL) na zapadu Celebesa između Kalumpanga i Mandara, Indonezija.
Pripada užoj podskupini pitu ulunna salu. Postoje tri dijalekta: aralle, tabulahan i mambi. Piše se nas latinici.

## Vanjske poveznice
- Ethnologue (14th)
- Ethnologue (15th)